# Katedra św. Juliana w Maceracie
Katedra św. Juliana w Maceracie (wł. Duomo di S. Giuliano di Macerata) − zbudowana w latach 1771−1790, siedziba biskupia włoskiej diecezji Macerata-Tolentino-Recanati-Cingoli-Treia.

## Historia
Obecna świątynia neoklasycystyczna została wzniesiona w miejscu, w którym tradycja od X w. lokalizowała siedzibę parafii św. Juliana w Maceracie (wł. Pieve di San Giuliano). Autorem projektu był architekt Cosimo Morelli.
Poprzednie dwie świątynie były budowane i konsekrowane w latach 1022 (Pieve di San Giuliano) oraz 1422.
Na terenie świątyni przechowywane są relikwie ramienia św. Juliana, patrona miasta, oraz korporał splamiony według tradycji krwią Chrystusa w czasie cudu eucharystycznego, który miał mieć miejsce w Maceracie 25 kwietnia 1356. W związku z tym wydarzeniem wprowadzono w Kościele katolickim praktykę nabożeństwa czterdziestogodzinnego (po roku 1556).
W katedrze pochowany jest jeden z poprzednich biskupów Maceraty − św. Wincenty Maria Strambi.
Katedra znajduje się na Piazza san Vincenzo Maria Strambi.
Przy katedrze działa chór Cappella Musicale della Cattedrale di Macerata.

## Budowla
Niedokończona fasada posiada dzwonnicę w stylu gotyckim z XV w., przypisywaną Marinowi z Marco Cedrino. Katedrę wzniesiono na planie krzyża łacińskiego. Posiada trzy nawy. W dolnym kościele znajdują się trzy kaplice dedykowane św. Marii Magdalenie, Madonnie z Loreto oraz Najświętszemu Sakramentowi.

## Sztuka sakralna
Wnętrze kościoła posiada wystrój według projektu Cosimo Morellego. Budowniczem udało się uzyskać efekt obszerności i jasności wnętrza. W głównym ołtarzu znajduje się obraz Krzysztofa Unterbergera z 1786 przedstawiający św. Juliana wzywającego wstawiennictwa Najświętszej Maryi Panny z Dzieciątkiem w czasie zarazy.
W bocznych kaplicach znajdują się inne dzieła sztuki sakralnej. M.in. w drugiej kaplicy po prawej stronie umieszczono obraz Madonna ze świętymi z 1600. W transepcie po prawej stronie znajduje się mozaika przedstawiająca św. Michała Archanioła z 1628. Inni artyści renesansowi i późniejsi, których dzieła stanowią wystrój katedry to: Andrea Boscoli, Giovanni Baglione, Vincenzo Martini, Antonio Piani, Fedele Bianchini, Ciro Pavisa, Silvio Galimberti, Filippo Bellini oraz Allegretto Nuzi.
W zakrystii przechowywane są dzieła takich malarzy, jak: Allegretto Nuzi, Vincenzo Pagani, Gaspare Gasparrini, Sforza Compagnoni, Filippo Bellini, Andrea Sacchi oraz Francesco Mancini.